# 페르디난도 2세 (양시칠리아)
페르디난도 2세(이탈리아어: Ferdinando II, 1810년 1월 12일 ~ 1859년 5월 22일)는 양시칠리아 왕국의 국왕(재위: 1830년 11월 8일 ~ 1859년 5월 22일)이다.

## 생애

### 치세 초반
1810년 1월 12일 팔레르모에서 프란체스코 디 칼라브리아 공과 그의 아내인 칼라브리아 공비 마리아 이사벨의 장남으로 태어났다. 반동주의 군주였던 아버지와는 달리 그는 청년 시절부터 자유주의에 우호적이었기 때문에 폭넓은 인기를 끌었다.
1830년 11월 8일에 프란체스코 1세 국왕의 뒤를 이어 양시칠리아 왕국의 국왕으로 즉위하면서부터 국민들에게 평등한 사법 제도를 부여하는 한편 쇠퇴기에 접어들고 있던 나폴리, 팔레르모를 중심으로 한 이탈리아 남부 지방, 시칠리아를 재건하기 위해 노력했다. 또한 왕권을 지탱하고 있던 토착 귀족들, 로마 가톨릭교회의 결속을 위해 노력했다.
그의 치세 전반기는 평온했다는 평가를 받았으며 세제 개혁 과정에서는 감세 노선을 추진했다. 그 외에 나폴리에 철도를 설치했고 나폴리와 팔레르모 사이에 전신 설비를 설치했다. 또한 막대한 비용 지출을 요구하는 증기선을 제조했을 정도로 양시칠리아 왕국의 국력을 높였다.

### 자유주의와의 갈등
1837년 시칠리아에서 입헌군주제 이행을 요구하는 대규모 시위가 일어나자 군대를 동원하여 시위를 진압했고 자유주의와 거리를 두게 된다. 양시칠리아 왕국의 지식인 계층은 헌법 제정, 입헌군주제 이행을 요구했지만 왕실은 이를 거부했다. 1847년 9월에는 메시나에서 대규모 폭동이 일어났지만 왕실에 우호적인 군대에 의해 진압되고 만다. 1848년 1월 12일에는 시칠리아 전역에서 농민 반란이 일어났는데 이는 1848년 유럽에서 일어난 1848년 혁명과 연관이 있는 것으로 추정된다.
프란체스코 2세 국왕이 1848년 헌법을 제정하면서 양시칠리아 왕국은 입헌군주제에 따른 의회 정치가 시행되었다. 그렇지만 의회에 대한 감독 권한은 국왕이 갖고 있었기 때문에 양시칠리아 왕국 의회는 국왕에게 실권을 내놓을 것을 요구했다. 국왕이 의회의 요구를 거부하면서 양시칠리아 왕국에서는 전국적인 무장 봉기가 일어났지만 왕당파에 의해 진압되고 만다. 양시칠리아 왕국 의회는 1849년 3월 13일을 기해 해산되었고 양시칠리아 왕국은 전제군주제 형식을 띤 통치 체제를 맞게 된다.
1848년 4월 13일에는 시칠리아가 자유 정부를 수립하고 독립을 선언했다. 양시칠리아 왕국 군대는 육군을 동원하여 시칠리아를 점령하는 한편 해군을 동원하여 연안 지대의 마을을 파괴했다. 시칠리아의 독립 지지 세력들은 페르디난도 2세를 "포격왕"이라고 불렀을 정도로 적개심이 강했다. 시칠리아의 자유주의 혁명은 1849년 5월 15일을 기해 진압되었다.

### 국제적 고립
자유주의를 증오한 페르디난도 2세는 치세 후반에 자유주의 세력에 대한 무자비한 탄압을 지속했다. 특히 3년 동안 수천 명에 달하는 정치범이 투옥되면서 몇몇 주민들이 다른 나라로 망명했다.
1850년에는 영국의 정치인인 윌리엄 이워트 글래드스턴이 남이탈리아 왕국에서 자행되고 있는 자유주의 탄압, 부르봉 왕조의 강권에 분개하면서 영국 의회에 반왕당파 세력을 지원할 것을 호소했다. 그렇지만 글래드스턴은 생전에 이탈리아 남부를 방문한 적이 없었기 때문에 이러한 보고는 신빙성이 떨어진다.
영국은 글래드스턴의 호소 이전에 시칠리아에서 생산되는 유황을 이용해서 양시칠리아 왕국의 왕권을 약화시키기를 원했으며 나폴레옹 전쟁 시기에는 나폴리 왕국, 시칠리아 왕국을 지원했다. 양시칠리아 왕국은 입헌군주제, 자유주의 정부를 갖고 있던 국가들로부터 후진적인 절대주의 국가라는 악명을 떨쳤고 국제 사회에서 고립되어 갔다.
1856년에는 반왕당파 세력에 속해 있던 병사들이 페르디난도 2세 국왕 암살 미수 사건을 일으켰다. 페르디난도 2세 국왕은 생명에 이상이 없는 중상을 입었지만 감염 증세로 인해 기나긴 투병 생활에 들어가게 된다. 페르디난도 2세는 1859년 5월 22일에 병사했으며 양시칠리아 왕국의 왕위는 그의 아들인 프란체스코 2세가 승계받았다. 양시칠리아 왕국은 혼란의 와중에서 이탈리아 통일 전쟁을 맞게 된다.

## 자녀
1832년 11월 21일에 사르데냐 왕국의 비토리오 에마누엘레 1세 국왕의 딸인 마리아 크리스티나 디 사보이아 왕녀와 결혼했지만 마리아 크리스티나는 외아들만 낳고 요절했다.
- 프란체스코 2세(Francesco II, 1836년 1월 16일 ~ 1894년 12월 27일): 양시칠리아 왕국의 국왕.

1837년 1월 9일에는 마리아 테레사 이사벨 다스부르고테셴과 재혼하면서 12명의 자녀를 두었고 그 중 8명이 성년기까지 살아남았다.
- 루이지 디 보르보네두에시칠리에(Luigi di Borbone-Due Sicilie, 1838년 8월 1일 ~ 1886년 6월 8일): 트라니(Trani) 백작.
- 알베르토 디 보르보네두에시칠리에(Alberto di Borbone-Due Sicilie, 1839년 9월 17일 ~ 1844년 7월 12일): 카스트로조반니(Castrogiovanni) 백작.
- 알폰소 디 보르보네두에시칠리에(Alfonso di Borbone-Due Sicilie, 1841년 3월 28일 ~ 1934년 5월 26일): 카세르타(Caserta) 백작.
- 마리아 안눈치아타 디 보르보네두에시칠리에(Maria Annunciata di Borbone-Due Sicilie, 1843년 3월 24일 ~ 1871년 5월 4일): 카를 루트비히 폰 외스터라이히 대공(Karl Ludwig)과 결혼.
- 마리아 임마콜라타 클레멘티나 디 보르보네두에시칠리에(Maria Immacolata Clementina di Borbone-Due Sicilie, 1844년 4월 14일 ~ 1899년 2월 18일): 카를 잘바토어 폰 외스터라이히 대공(Karl Salvator)과 결혼.
- 가에타노 디 보르보네두에시칠리에(Gaetano di Borbone-Due Sicilie, 1846년 1월 12일 ~ 1871년 11월 26일): 지르젠티(Girgenti) 백작. 스페인의 이사벨 2세 여왕의 딸인 아스투리아스 여공 이사벨(Isabel)과 결혼.
- 주세페 디 보르보네두에시칠리에(Giuseppe di Borbone-Due Sicilie, 1848년 3월 4일 ~ 1851년 9월 28일): 루체라(Lucera) 백작.
- 마리아 피아 디 보르보네두에시칠리에(Maria Pia di Borbone-Due Sicilie, 1849년 8월 21일 ~ 1882년 9월 29일): 파르마(Parma)-피아첸차(Piacenza) 공작 로베르토 1세(Roberto I)와 결혼.
- 빈첸초 디 보르보네두에시칠리에(Vincenzo di Borbone-Due Sicilie, 1851년 4월 26일 ~ 1854년 10월 13일): 멜라초(Melazzo) 백작.
- 파스콸레 디 보르보네두에시칠리에(Pasquale di Borbone-Due Sicilie, 1852년 9월 15일 ~ 1904년 12월 21일): 바리(Bari) 백작. 블랑슈 마르코네(Blanche Marconnay)와 귀천상혼.
- 마리아 루이사 디 보르보네두에시칠리에(Maria Luisa di Borbone-Due Sicilie, 1855년 1월 21일 ~ 1874년 8월 23일): 바르디(Bardi) 백작 엔리코(Enrico)와 결혼.
- 젠나로 디 보르보네두에시칠리에(Gennaro di Borbone-Due Sicilie, 1857년 2월 28일 ~ 1867년 8월 13일): 칼타지로네(Caltagirone) 백작.